# یامیادی
یامیادی (انگلیسی: Yamyady) یک شهرک در شهرستان یانائولسکی استان باشقیرستان کشور روسیه است.